# 赵考古祠
赵考古祠位于中国浙江省宁波余姚市城区笋行弄26号，为纪念明初教育家、音韵学家赵谦（号考古先生）的专祠，明嘉靖时利用原建初寺故址所建，现存建筑为清同治初年重建。建筑坐北朝南，分倒座和正厅两进，均为面阔三间，硬山顶，梁架结构为抬梁和穿斗式相结合。